# Alfred Whitehead

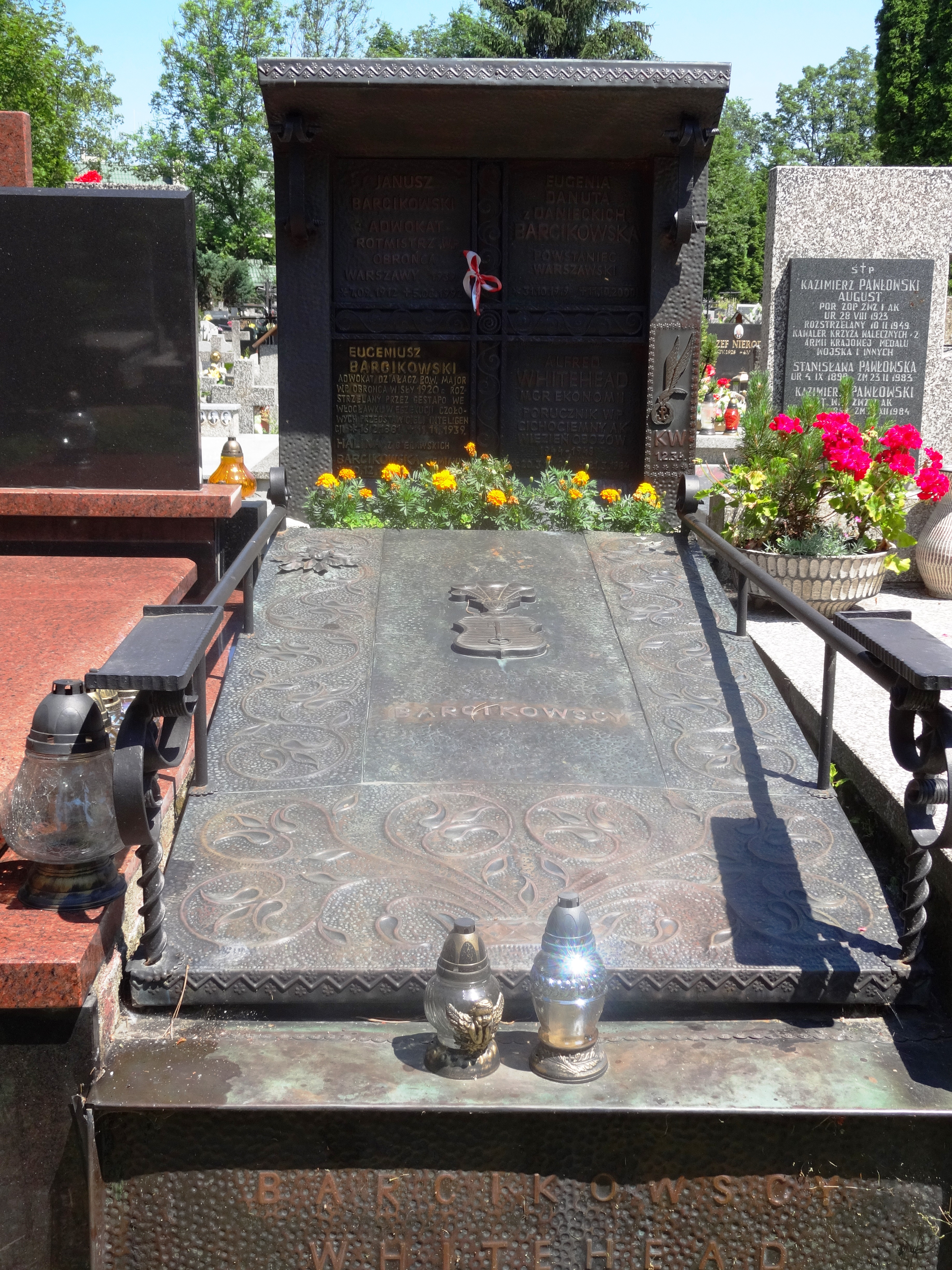
Grobowiec Barcikowskich, na nim m.in. tablica nagrobna Alfreda Whiteheada, na Nowym Cmentarzu w Zakopanem

Alfred Whitehead vel Alfred Wójcik ps. Dolina 2, Przełęcz 2 (ur. 21 marca 1912 w Markach, zm. 22 marca 1984 w Zakopanem) – polski ekonomista, porucznik kawalerii Wojska Polskiego, cichociemny.

## Życiorys
W czasie nauki w Państwowym Gimnazjum im. Mikołaja Reja w Warszawie wyjechał do Anglii, gdzie zdał maturę. Po powrocie do Polski powtórnie zdawał egzamin dojrzałości. W latach 1931–1933 i 1934–1936 studiował w Wyższej Szkole Handlowej w Warszawie, którą ukończył z dyplomem magistra nauk ekonomicznych. Po studiach pracował w przędzalni swojego ojca w Markach.
Od 19 września 1933 roku do 15 lipca 1934 roku był podchorążym w Szkole Podchorążych Rezerwy Kawalerii w Grudziądzu, a następnie odbył praktykę w 2 Szwadronie Pionierów w Warszawie. Na stopień podporucznika rezerwy został mianowany ze starszeństwem z 1 stycznia 1936 i 58. lokatą w korpusie oficerów kawalerii.
24 sierpnia 1939 roku został zmobilizowany do 2 Szwadronu Pionierów i w jego szeregach walczył w kampanii wrześniowej 1939 roku. 12 października przekroczył granicę polsko-węgierską. Został internowany na Węgrzech. Po ucieczce przedostał się do Francji, gdzie 18 listopada przydzielono go do 4 szwadronu szkoleniowego 1 Pułku Pancernego (w organizacji). Od maja 1940 roku służył w 10 pułku strzelców konnych. Po upadku Francji został ewakuowany do Wielkiej Brytanii, gdzie w dalszym ciągu służył w 10 Brygadzie Kawalerii Pancernej. 10 października 1943 awansował na porucznika.
Zgłosił się do służby w kraju. Odbył przeszkolenie ze specjalnością w dywersji i broni pancernej. Został zaprzysiężony 14 lutego 1944 roku w Ostuni we Włoszech. Zrzucono go w Polsce w nocy z 4 na 5 maja 1944 roku w ramach operacji lotniczej o kryptonimie „Weller 26” dowodzonej przez majora nawigatora Józefa Gryglewicza na placówkę odbiorczą „Szczur” w pobliżu wsi Wola Gałęzowska. Po aklimatyzacji w Warszawie pozostawał w dyspozycji Komendy Głównej AK. W czerwcu dostał przydział do Okręgu Polesie AK na stanowisko oficera ds. zleceń komendanta Okręgu Henryka Krajewskiego „Trzaski”. Po przekształceniu Komendy Okręgu w Sztab 30 Dywizji Piechoty AK został mianowany oficerem operacyjnym i informacyjnym Dywizji. W czasie marszu na Warszawę (w połowie sierpnia 1944 roku) dowodził jedną z kompanii Dywizji. Dywizja została rozbrojona przez Armię Czerwoną ok. 15–17 sierpnia 1944 roku w Dębem Wielkim. Whitehead przedarł się do Świdra, gdzie został aresztowany przez NKWD. Został wywieziony do łagru w Riazaniu. Uczył tam języka angielskiego. Został zwolniony 3 listopada 1947 roku i wrócił w 1948 roku do Polski pod nazwiskiem Wójcik. W tym samym roku uciekł z Polski i 11 lutego 1949 roku przybył do Wielkiej Brytanii. Został zdemobilizowany 10 marca tego roku.
Początkowo zamieszkał w Bournemouth, następnie przeniósł się do Londynu, gdzie prowadził pub. W 1981 roku wrócił do Polski i osiedlił się w Zakopanem.

## Odznaczenia
- Krzyż Walecznych czterokrotnie.

## Życie rodzinne
Był synem Charlesa, angielskiego lekarza pracującego w przędzalni wełny (i współwłaściciela tej fabryki) „Briggs and Posselt” w Markach, i Eleonory Augusty Wedel (1884–1956), córki Emila Wedla, właściciela fabryki czekolady. Miał rodzeństwo: Karola (1915–1993), Małgorzatę (1919–2011), zamężną Jasińską, której córka Elżbieta jest żoną Antoniego Libery. Drugi brat Alfreda zginął pod Tobrukiem.
Ożenił się w 1942 roku z Aileen Craig Lamond. W latach 60. ożenił się powtórnie, z Polką. Nie miał dzieci.
Po śmierci został pochowany na Nowym Cmentarzu w Zakopanem (w grobowcu Barcikowskich, kw. A1-2-6).